# Neotyrus tobagoensis
Neotyrus tobagoensis är en skalbaggsart som beskrevs av Park in Park, Wagner och Ivan T. Sanderson 1976. Neotyrus tobagoensis ingår i släktet Neotyrus och familjen kortvingar. Inga underarter finns listade i Catalogue of Life.